# Songs from the Last Century
Albums de George Michael
Ladies & Gentlemen: The Best of George Michael
(1998) Patience
(2004)
Songs from the Last Century est le quatrième album du chanteur George Michael, sorti en décembre 1999. Il s'agit d'un album de reprises jazz. George Michael reprend des standards des années 1930-1940, mais aussi des chansons plus récentes. Songs from the Last Century n'a pas reçu un bon accueil critique.

## Liste des chansons
| 1.    | Brother, Can You Spare a Dime?         | Jay Gorney et Yip Harburg                                                           | 4:22 |
| 2.    | Roxanne                                | Sting                                                                               | 4:11 |
| 3.    | You've Changed                         | Bill Carey et Carl Fisher                                                           | 4:25 |
| 4.    | My Baby Just Cares for Me              | Walter Donaldson et Gus Kahn                                                        | 1:45 |
| 5.    | The First Time Ever I Saw Your Face    | Ewan MacColl                                                                        | 5:19 |
| 6.    | Miss Sarajevo                          | Bono, Adam Clayton, Brian Eno, Dave Evans, Larry Mullen Junior                      | 5:11 |
| 7.    | I Remember You                         | Johnny Mercer et Victor Schertzinger                                                | 4:12 |
| 8.    | Secret Love                            | Sammy Fain et Paul Francis Webster                                                  | 2:39 |
| 9.    | Wild Is the Wind                       | Dimitri Tiomkin et Ned Washington                                                   | 4:02 |
| 10.   | Where or When / It's All Right with Me | Lorenz Hart et Richard Rodgers (Where or When) Cole Porter (It's All Right with Me) | 7:00 |
| 43:06 |                                        |                                                                                     |      |